# Villa Falconieri
Villa Falconieri  è una delle dodici Ville Tuscolane.

## Storia e descrizione

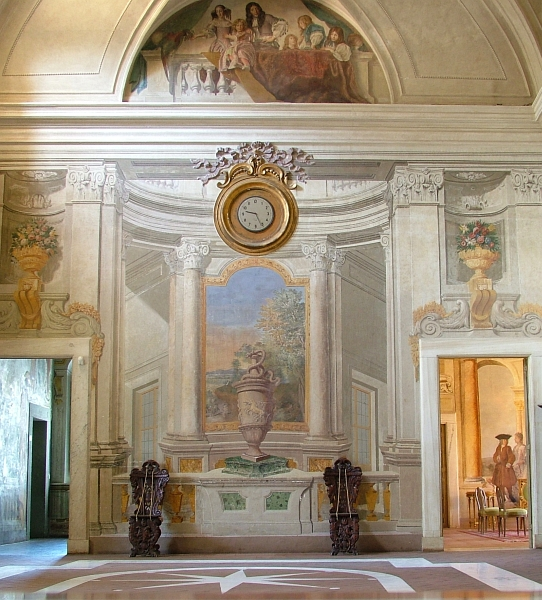
Salone d'ingresso.

Originariamente era chiamata villa Rufina essendo stata costruita da monsignor Alessandro Rufini vescovo di Melfi. In seguito fu ingrandita da papa Paolo III intorno al 1546. Il cardinale Gian Vincenzo Gonzaga fu proprietario della villa, vendutagli nel 1587 da Mario Santi di Santafiori, che il prelato ampliò, fino al 1603.
Nel 1628 Orazio Falconieri acquistò la villa e commissionò il restauro a Francesco Borromini. La famiglia Falconieri rimase proprietaria della villa fino alla morte del cardinale Chiarissimo Falconieri avvenuta nel 1859.
Al progetto lavorarono importanti architetti come Antonio da Sangallo il Giovane e lo stesso Borromini. Gli affreschi presenti all'interno sono opera di Pier Leone Ghezzi, Giacinto Calandrucci, Ciro Ferri, Nicolò Berrettoni ed altri ancora. Il parco è costituito da splendidi giardini all'italiana ampliati nel XVII secolo, e con un piccolo lago circondato da cipressi costruito nel XVIII secolo.
Nel maggio del 1907 la villa fu acquistata dal banchiere tedesco barone Ernest Mendelsshon-Bartholdy di Berlino che ne fece dono al Kaiser Guglielmo II. Il 6 aprile 1911 il principe Guglielmo e la principessa Cecilie visitarono la villa e decisero di iniziare i lavori di restauro.
Qui lo scrittore tedesco Richard Voss visse per 25 anni e scrisse alcuni romanzi quali Villa Falconieri (la cui traduzione in italiano, a cura di Agnese Nobiloni Toschi, è stata pubblicata nel giugno 2015 da Edizioni Empirìa), Febbre romana, Il figlio della Volsca ed altri. Egli chiamò la villa "la mia casa splendente": per queste ragioni villa Falconieri rimane sempre cara alla comunità tedesca presente a Roma.
Alla fine della prima guerra mondiale la villa fu confiscata dallo Stato italiano, dopo un contenzioso diplomatico con il governo tedesco. Mussolini invano la offre a Gabriele D'Annunzio. Nel 1929 essa fu indicata quale sede dell'Istituto internazionale per la cinematografia educativa, unico organismo della Società delle Nazioni che abbia avuto sede in Italia, e per questo vi fu anche a novembre una inaugurazione alla presenza del re e di Mussolini, ma poi fu invece utilizzata per quella finalità la Villa Torlonia di Roma.
Nel 1941 il generale Albert Kesselring vi pose la sede del comando superiore delle truppe tedesche del fronte meridionale, allora alleate al Regno d'Italia. Subito dopo l'Armistizio di Cassibile dell'8 settembre 1943, l'aviazione americana tentò di colpire il comando tedesco. Frascati subì un bombardamento che causò centinaia di vittime fra la popolazione civile e fra i militari tedeschi. Molti edifici furono distrutti e Villa Falconieri fu danneggiata in modo grave. Un lavoro di restauro compiuto nel 1959 ha ripristinato l'ala più colpita dell'edificio. In seguito, la villa fu affidata al Ministero dell'istruzione. Villa Falconieri è stata sede del Centro Europeo per l'Educazione (CEDE) fino al 1999, presieduto dapprima da Giovanni Gozzer e poi da Aldo Visalberghi, mentre dal 2000 al 2015 è stata sede dell'Istituto Nazionale per la Valutazione del Sistema dell'Istruzione (INVALSI), ora Servizio nazionale di valutazione del sistema educativo di istruzione e di formazione.

## Uso attuale
Dal 2016 villa Falconieri è sede dell'Accademia Vivarium Novum. Da allora "oltre quindicimila persone in meno di due anni hanno avuto l’occasione di
visitare il complesso borrominiano in maniera assolutamente gratuita e di
poter partecipare alle manifestazioni locali, nazionali e internazionali messe
in campo. Centinaia di studiosi da ogni parte del mondo hanno potuto
conoscere questa realtà e fruire della sua bellezza".
Villa Falconieri ha ospitato le riprese della fiction Elisa di Rivombrosa, parte seconda, andata in onda su Canale 5 nel 2005; era la residenza napoletana del barone di Conegliano.

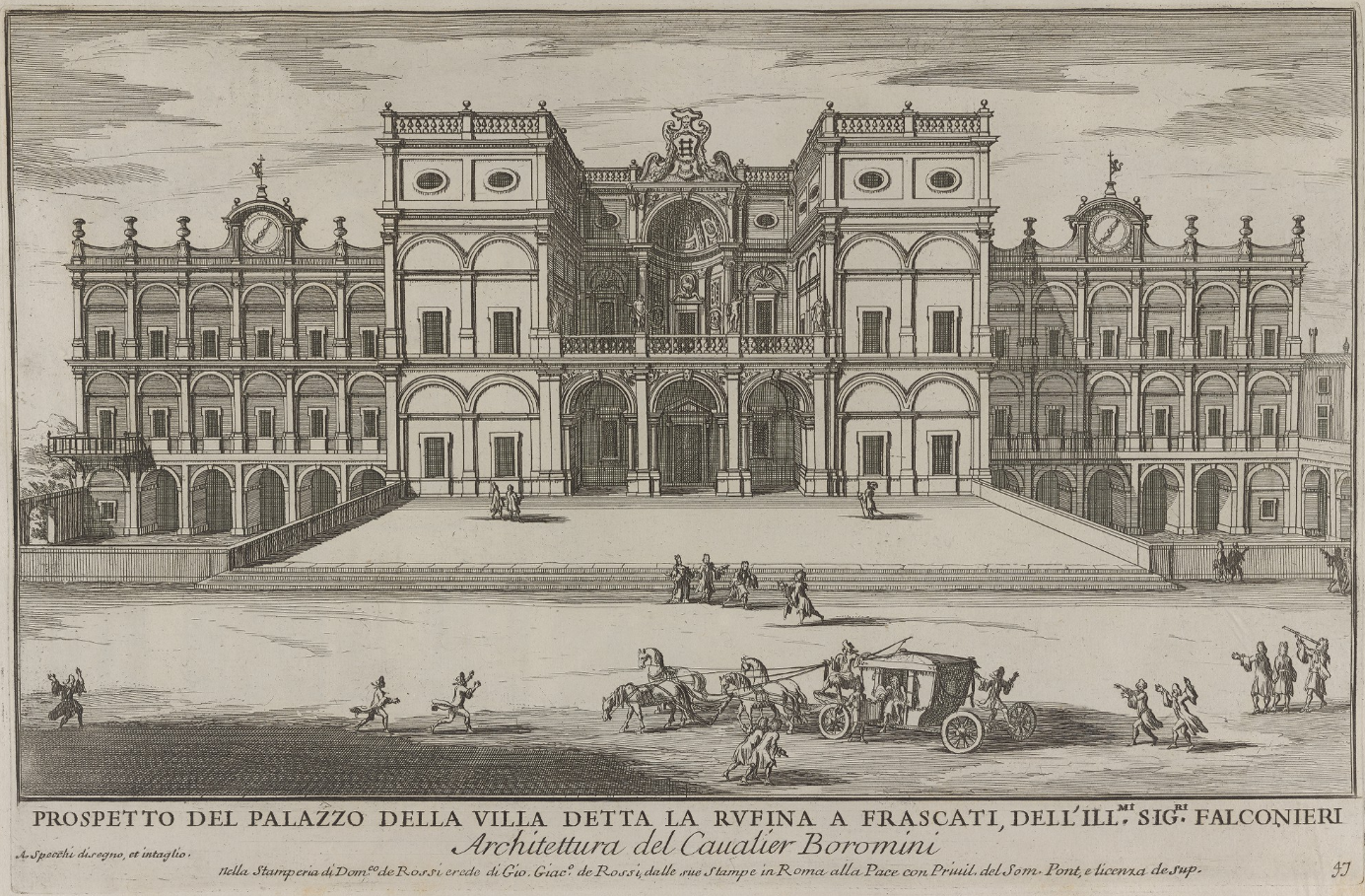
Prospetto di Alessandro Specchi (1699)
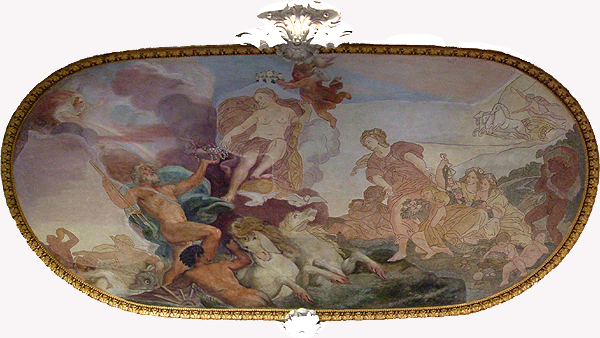
La nascita di Venere
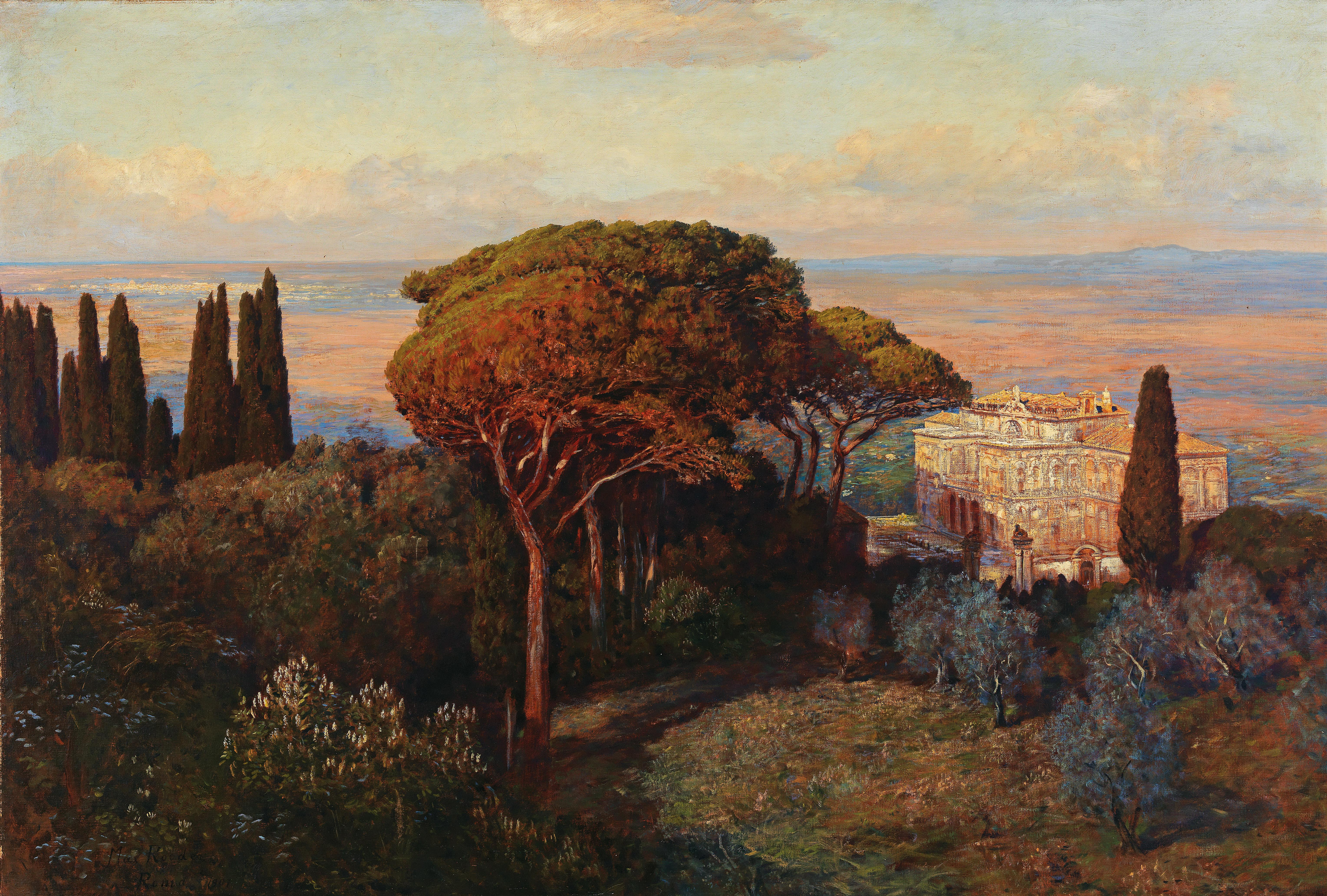
Villa Falconieri (Max Roeder, 1907)